# Dan Sexton
Dan Sexton (* 29. April 1987 in Apple Valley, Minnesota) ist ein US-amerikanischer Eishockeyspieler, der seit Juli 2022 bei den Växjö Lakers aus der Svenska Hockeyligan (SHL) unter Vertrag steht und dort auf der Position des rechten Flügelstürmers spielt. Zuvor war Sexton unter anderem für die Anaheim Ducks in der National Hockey League (NHL) aktiv.

## Karriere
Sexton begann seine Karriere in der North American Hockey League (NAHL) bei den Wichita Falls Wildcats. Nach einer Spielzeit bei den Sioux Falls Stampede in der United States Hockey League ging er von 2007 bis 2009 für die Eishockeymannschaft der Bowling Green State University aufs Eis. Dabei absolvierte er 76 Spiele und erreichte 24 Tore sowie 60 Punkte in seiner Karriere in der National Collegiate Athletic Association (NCAA).
Sexton, der nie gedraftet wurde, unterschrieb im April 2009 als Free Agent einem Vertrag bei den Anaheim Ducks aus der National Hockey League (NHL). Er begann die Saison bei deren Kooperationspartnern aus der American Hockey League und ECHL, die Bakersfield Condors und Manitoba Moose. Nach starken Leistungen wurde er in die NHL-Mannschaft der Ducks aufgenommen. Der Stürmer absolvierte sein erstes NHL-Spiel am 4. Dezember 2009 gegen die Minnesota Wild. Sexton erzielte seine ersten beiden Tore für die Ducks in seinem dritten NHL-Spiel am 8. Dezember 2009 gegen die Dallas Stars. Am 1. Juli 2011 lief der Kontrakt der Angreifers aus und Sexton wurde zum Restricted Free Agent. Als eingeschränkt freier Spieler bestand die Möglichkeit, dass ihm anhand eines sogenannten Offer Sheets ein Angebot eines anderen Teams unterbreitet würde. Dazu kam es jedoch nicht und am 11. Juli 2011 einigte sich der US-Amerikaner auf einen neuen Kontrakt für zwei Jahre mit den Anaheim Ducks. Am 11. März 2013 wurde er im Austausch für Kyle Wilson zu den Tampa Bay Lightning transferiert.
Im Juli 2013 ging er nach Nordeuropa und wurde von TPS Turku aus der finnischen Liiga verpflichtet. Im Januar 2014 wechselte er aufgrund sehr guter Offensivleistungen in die Kontinentale Hockey-Liga (KHL) zu Neftechimik Nischnekamsk. Dort gehörte er in den folgenden vier Spielzeiten stets zu den Leistungsträgern und wurde zweimal für das KHL All-Star Game nominiert. Im Mai 2018 wechselte er zu Awtomobilist Jekaterinburg und war dort insgesamt drei Spielzeiten lang aktiv, ehe er im Mai 2021 abermals von Neftechimik verpflichtet wurde. Dort war der US-Amerikaner allerdings nur bis Anfang März 2022 aktiv, da er den Klub infolge des russischen Überfalls auf die Ukraine umgehend verließ. Im Juli desselben Jahres schloss sich Sexton den Växjö Lakers aus der Svenska Hockeyligan (SHL) an.

### International
Bei der Weltmeisterschaft 2015 gewann Sexton mit der Nationalmannschaft der Vereinigten Staaten die Bronzemedaille.

## Erfolge und Auszeichnungen
- 2007 Clark-Cup-Gewinn mit den Sioux Falls Stampede
- 2017 Teilnahme am KHL All-Star Game
- 2018 Teilnahme am KHL All-Star Game

### International
- 2015 Bronzemedaille bei der Weltmeisterschaft

## Karrierestatistik
Stand: Ende der Saison 2021/22

### International
Vertrat die USA bei:
- Weltmeisterschaft 2015

(Legende zur Spielerstatistik: Sp oder GP = absolvierte Spiele; T oder G = erzielte Tore; V oder A = erzielte Assists; Pkt oder Pts = erzielte Scorerpunkte; SM oder PIM = erhaltene Strafminuten; +/− = Plus/Minus-Bilanz; PP = erzielte Überzahltore; SH = erzielte Unterzahltore; GW = erzielte Siegtore; 1 Play-downs/Relegation; Kursiv: Statistik nicht vollständig)